# Acropora cervicornis

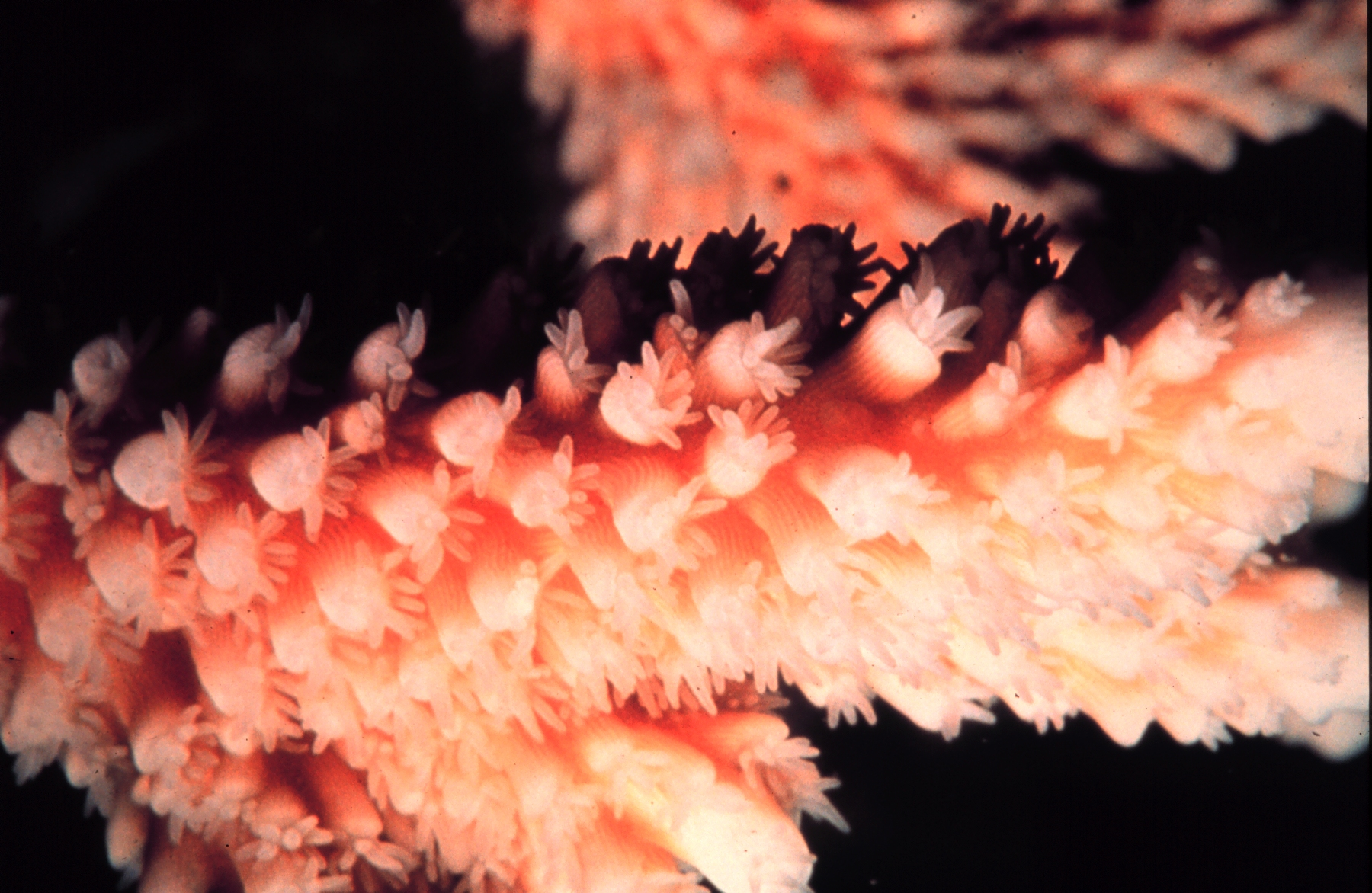
A. cervicornis con pólipos extendidos.

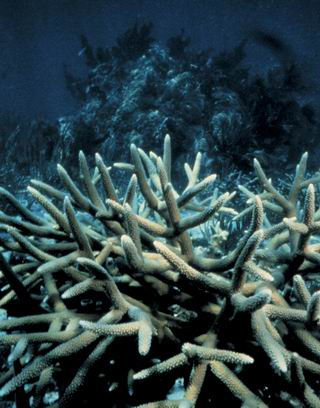

El coral cuerno de ciervo o coral cuerno de venado (Acropora cervicornis) es una especie de coral que pertenece a la familia Acroporidae, orden Scleractinia. 
Su esqueleto es macizo y está compuesto de carbonato cálcico. Tras la muerte del coral, su esqueleto contribuye a la generación de nuevos arrecifes en la naturaleza, debido a que la acción del CO2 convierte muy lentamente su esqueleto en bicarbonato cálcico, sustancia esta asimilable directamente por las colonias coralinas. En este sentido, A. cervicornis es el principal constructor de arrecifes del océano Atlántico occidental.

## Morfología
Cualquier especie de Acropora puede variar su forma de crecimiento por su localización, condiciones ambientales, edad, tamaño, estación, etc. Así pues, la forma de crecimiento de la colonia de Acropora que se pretenda identificar puede tener o no una forma de crecimiento típica de la especie, lo cual hace muy difícil su identificación, que por lo general solo puede hacerse bajo el microscopio observando el esqueleto. El esqueleto es poroso y ligero.
En el caso que nos ocupa, la colonia crece en forma arborescente, con las ramas más espaciadas que en otras especies similares y las ramas secundarias creciendo en ángulo recto sobre la principal. Las ramas pueden medir, en condiciones ideales, entre 1 y 2 m de largo y entre 4 y 7 cm de diámetro. Las colonias pueden medir varios metros. Son los corales de mayor crecimiento en los arrecifes, pueden crecer entre 10 y 20 cm al año, lo que se equilibra con el alto porcentaje de ramas rotas por las tormentas.
Los pólipos de Acropora son muy pequeños y presentan unas células urticantes denominadas nematocistos, empleadas en la caza de presas microscópicas de plancton.
La A. cervicornis presenta los siguientes colores: marrón claro, amarillo o dorado.

## Alimentación
Los pólipos contienen algas simbióticas llamadas zooxantelas. Las algas realizan la fotosíntesis produciendo oxígeno y azúcares, que son aprovechados por los pólipos, y se alimentan de los catabolitos del coral (especialmente fósforo y nitrógeno). Esto les proporciona entre el 75 y el 95 % de sus necesidades alimenticias. El resto lo obtienen atrapando plancton microscópico y materia orgánica disuelta en el agua.

## Reproducción
En general alcanzan la madurez sexual entre los 3 y 5 años, con un diámetro de sus "ramas" entre 4 y 7 cm.
Se reproducen asexualmente mediante gemación y por fragmentación, siendo este último el modo dominante de reproducción, cuando las ramas de las colonias se rompen debido a los temporales, y sus fragmentos originan nuevas colonias.
Sexualmente son hermafroditas simultáneos, lo que quiere decir que las colonias generan gametos masculinos y femeninos, lanzando simultáneamente al exterior sus células sexuales, siendo por tanto la fecundación externa. Los huevos una vez en el exterior, permanecen a la deriva arrastrados por las corrientes varios días, más tarde se forma una larva plánula que, tras deambular por la columna de agua marina, y en un porcentaje de supervivencia que oscila entre el 18 y el 25 %, según estudios de biología marina, cae al fondo, se adhiere a él y comienza su vida sésil, secretando carbonato cálcico para conformar un esqueleto, o coralito. Posteriormente, forman la colonia mediante la división de los pólipos por gemación.

## Galería

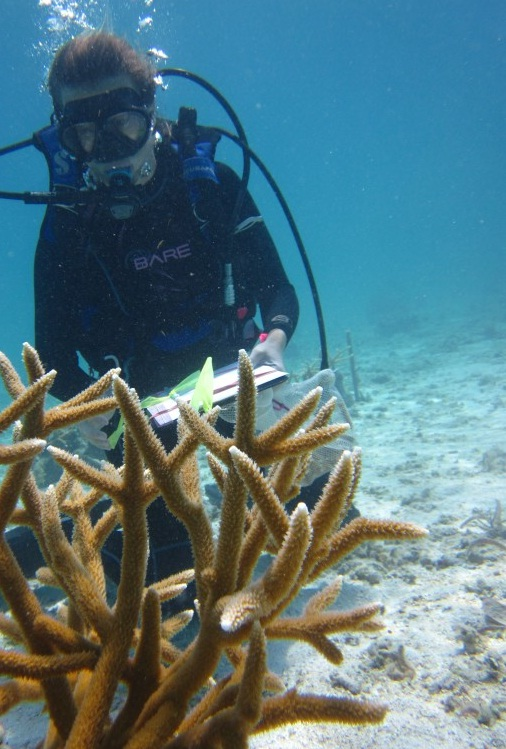
Cultivo de A. cervicornis en Oracabessa, Jamaica
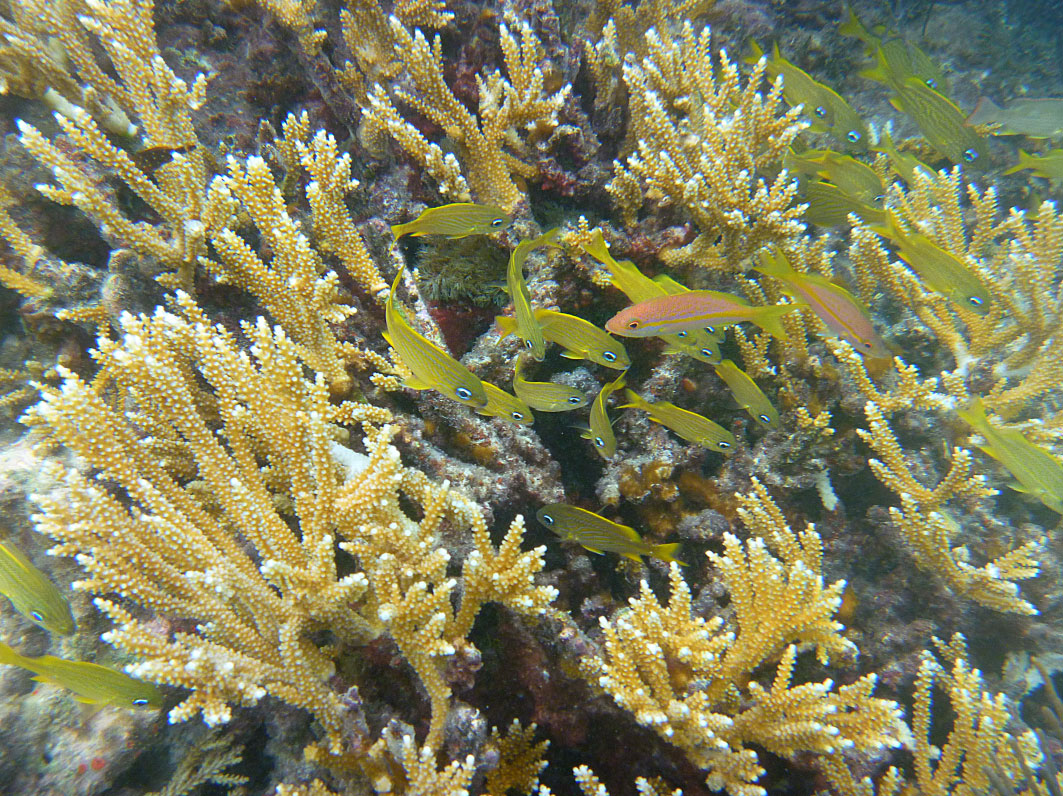
Colonias jóvenes en Saint John, islas Vírgenes Americanas
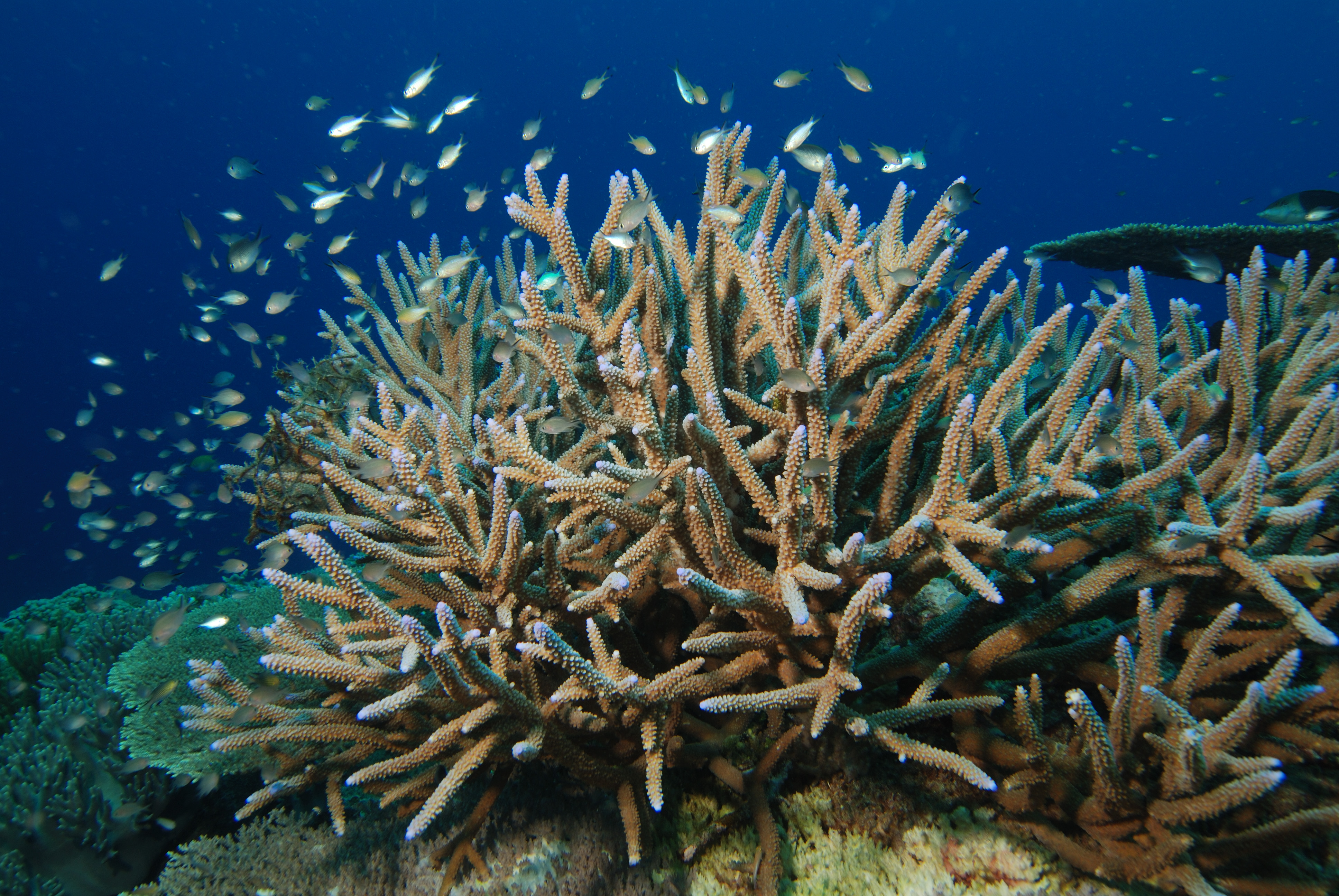
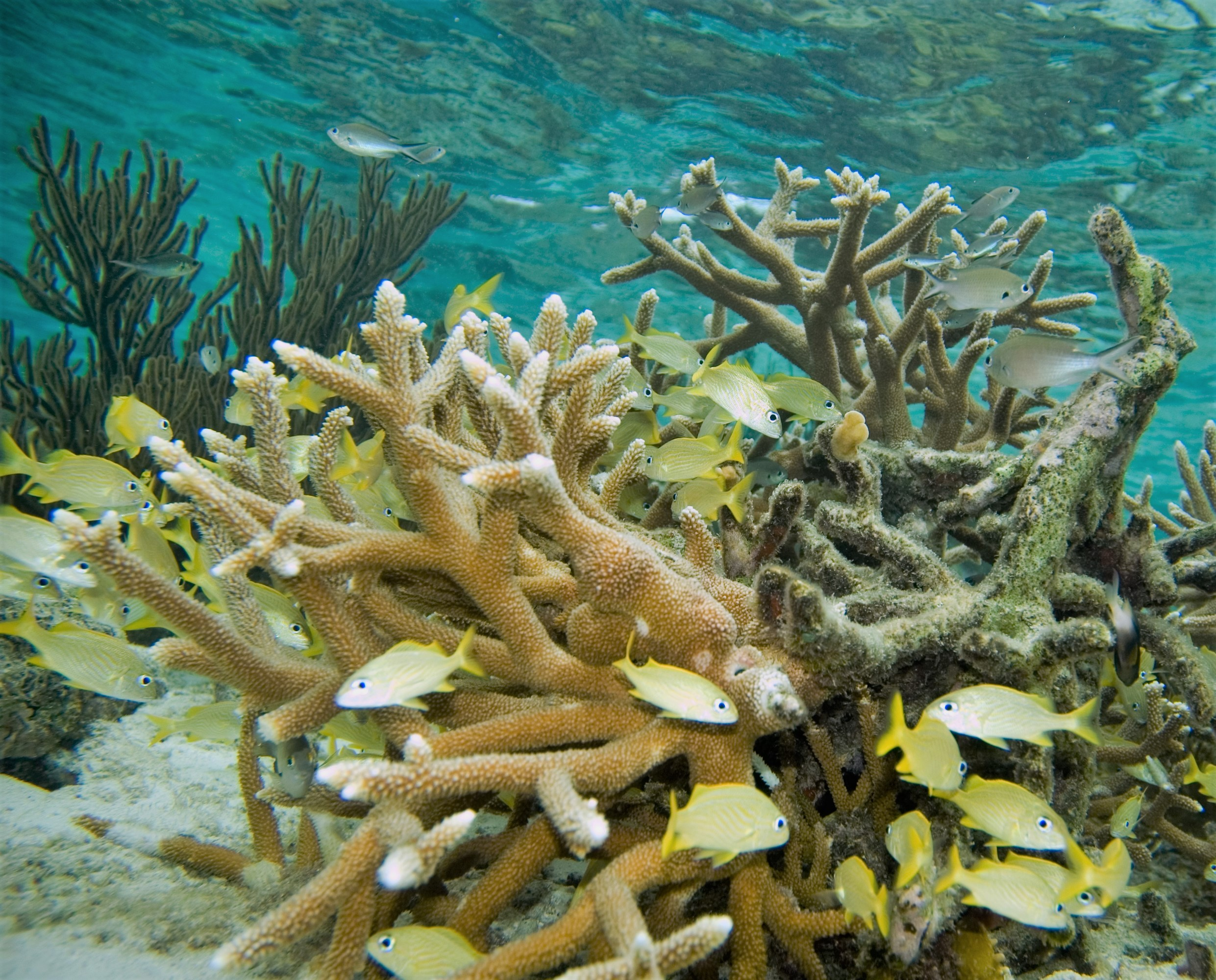
A. cervicornis, Haemulon flavolineatum y Chromis multilineata
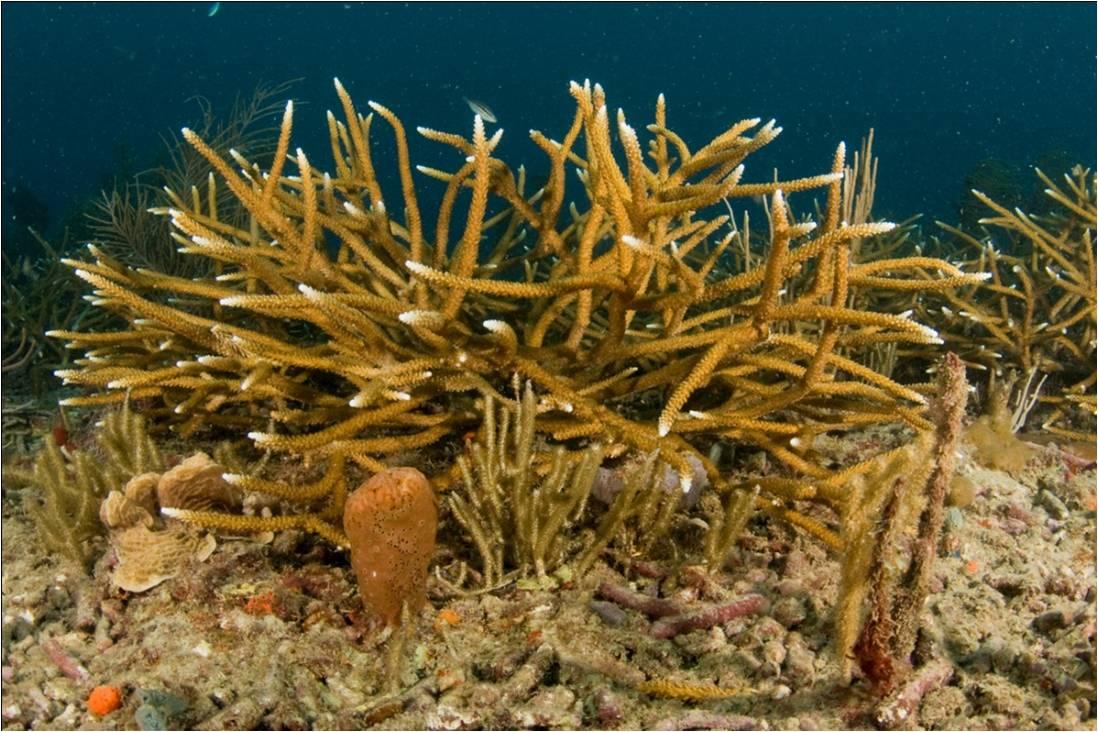
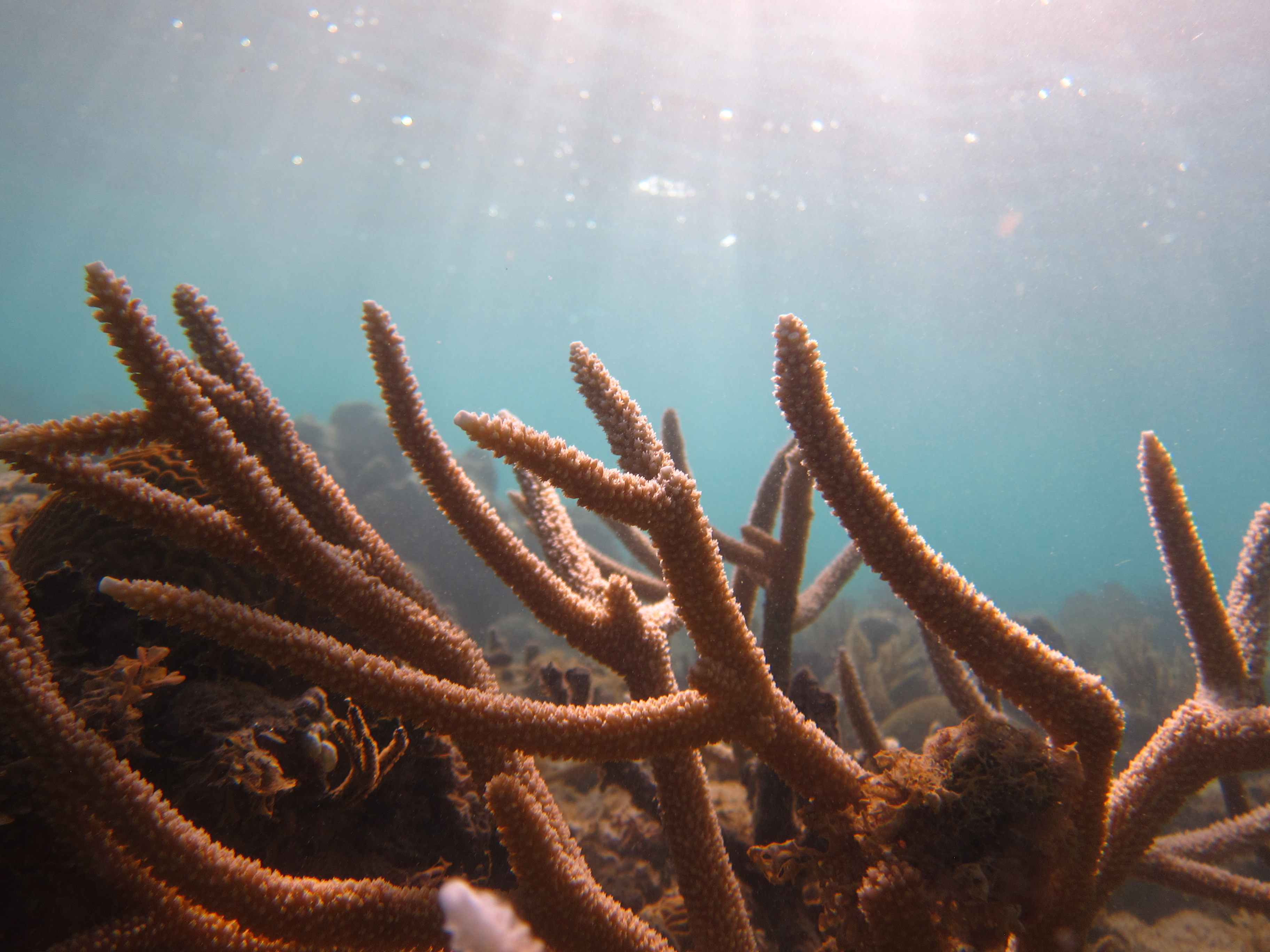
En isla Culebra, Puerto Rico
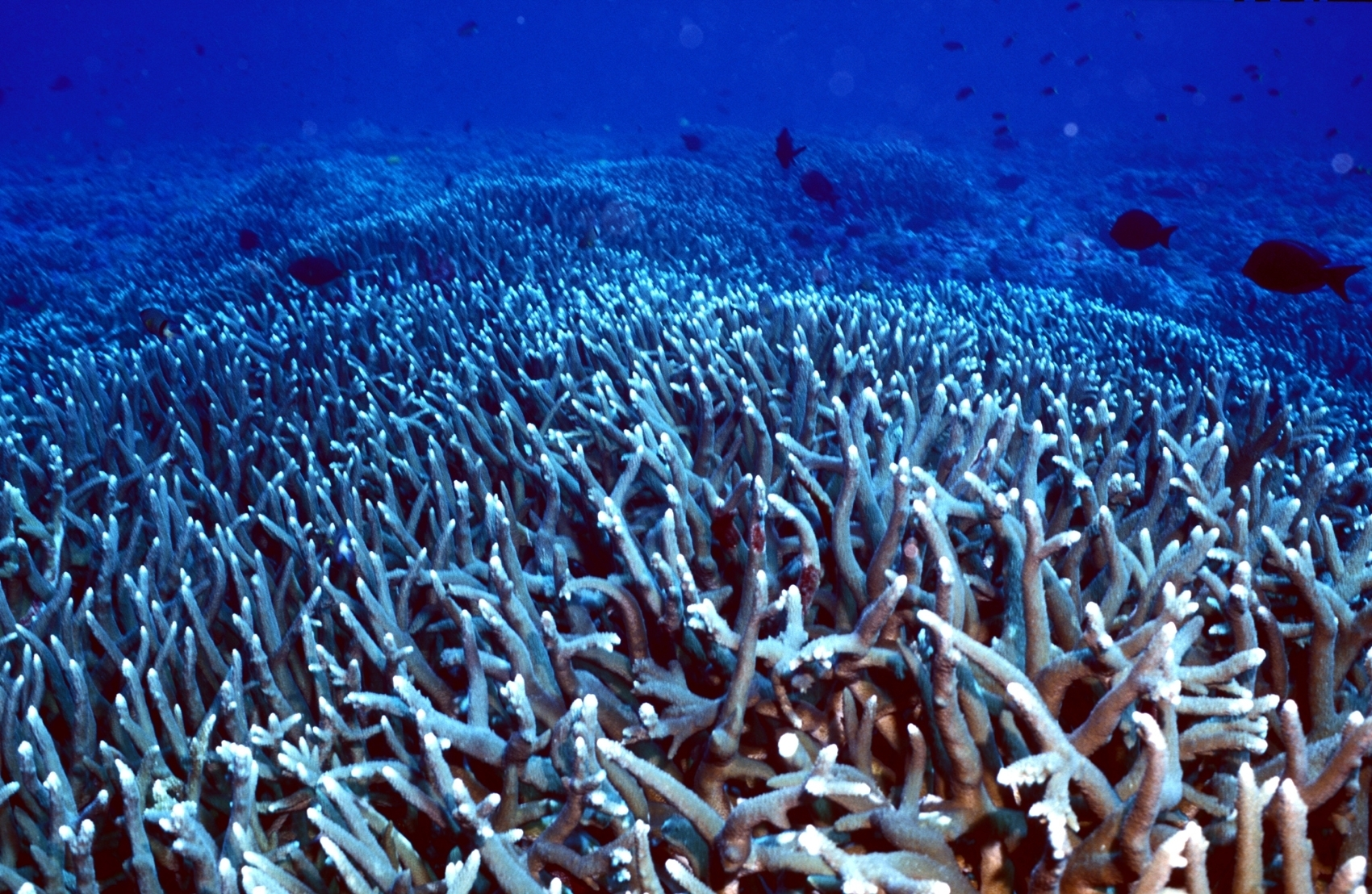
En isla Baker

## Hábitat y distribución
Suelen vivir en arrecifes en zonas poco profundas, de 0 a 40 m, ocasionalmente a 60 m y usualmente entre 1 y 25 m, bien iluminadas y cercanas a las costas. Aunque también se encuentran en lagunas y zonas protegidas del arrecife, mayoritariamente se dan en zonas de fuertes corrientes.
Se distribuyen mayoritariamente en las costas occidentales del océano Atlántico central, en el Caribe y el Golfo de México. También en el Indo-Pacífico, en Chagos, Mauricio, Seychelles, Australia y Malasia.

## Conservación

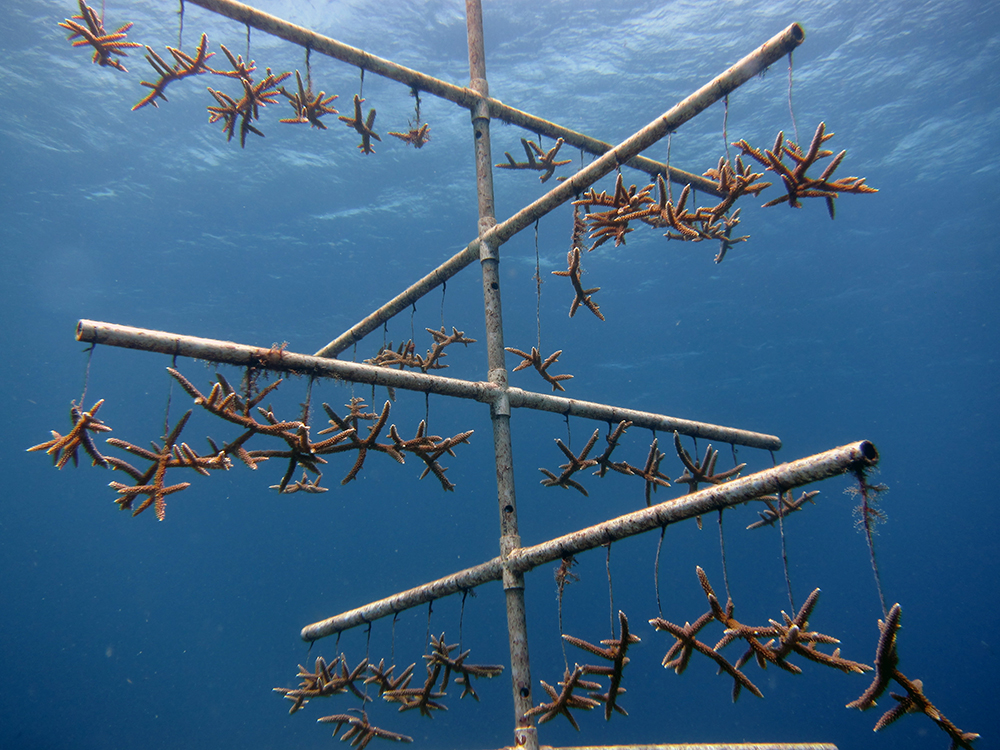
Porciones de A. cervicornis provenientes de roturas de colonias por accidentes producidos por embarcaciones o tormentas, cuelgan suspendidas de una estructura artificial con el fin de repoblar, cuando crezcan, los arrecifes dañados. Programa de Restauración de Arrecifes de NOAA

La Lista Roja de Especies Amenazadas califica esta especie como en Peligro Crítico A2ace ver 3.1, exponiendo al respecto:
A. cervicornis está incluida en el Apéndice II de CITES, lo que significa que en los países firmantes de este tratado se requiere un permiso, tanto para su recolección, como para su comercio. En Estados Unidos está prohibida la recolección de corales para fines comerciales.
A. cervicornis fue un coral muy abundante, pero en las últimas décadas ha descendido notablemente, no apreciándose signos de recuperación y, en determinadas zonas continua en declive, ya que es de las especies más afectadas por el blanqueo de coral producido por el calentamiento global, así como por los huracanes.
Su estado de conservación según la IUCN es "especie en peligro crítico", categoría para especies que han mostrado una fuerte caída de entre un 80 y un 90 % de su población en los últimos 10 años o tres generaciones, fluctuaciones, disminución o fragmentación en su rango de distribución geográfica, y / o una población estimada siempre menor que 250 individuos maduros.
Se necesita más información para ayudar a la recuperación de acropóridos, incluida la supervivencia y fecundidad por edad, el reclutamiento sexual y asexual, la información demográfica , dinámica de la población juvenil, la importancia de las variables del hábitat para el reclutamiento y la supervivencia, y la ubicación de las poblaciones que muestran signos de recuperación (Bruckner, 2002). Se necesita más investigación sobre la etiología de la enfermedad, y la eficacia de los métodos de restauración actuales. 
Las medidas recomendadas para la conservación de esta especie incluyen la investigación en taxonomía, la población, la abundancia y tendencias, el estado de la ecología y hábitat, amenazas y resistencia a las amenazas, la acción de restauración; identificación, creación y gestión de nuevas áreas protegidas; expansión de las áreas protegidas; gestión de la recuperación; y gestión de la enfermedad, y los parásitos patógenos. La propagación artificial y técnicas como la criopreservación de gametos pueden ser importantes para la conservación de la biodiversidad de corales.